# 塞利謝 (利廷市鎮)
49°20′6″N 28°5′58″E / 49.33500°N 28.09944°E
塞利謝（羅馬化：Selyshche）是烏克蘭的村落，位於該國西南部文尼察州，由文尼察區利廷市鎮管轄，始建於1520年，面積0.36平方公里，海拔高度309米，2001年人口1,770，人口密度每平方公里4,889.5人。